# ナデジダ (小惑星)
ナデジダ (2071 Nadezhda) は小惑星帯に位置する小惑星である。
1971年8月18日、ソビエト連邦（当時）の天文学者タマラ・スミルノワが発見した。

## 名称
ロシアの政治家・革命家・教育家で、ウラジーミル・レーニンの妻であるナデジダ・クルプスカヤ（1869年 - 1939年）に因んで命名された。命名文では「ソ連の公教育システムを築いたひとり」と紹介されている。